# Exechia pedekiboana
Exechia pedekiboana är en tvåvingeart som beskrevs av Lindner 1958. Exechia pedekiboana ingår i släktet Exechia och familjen svampmyggor.
Artens utbredningsområde är Tanzania. Inga underarter finns listade i Catalogue of Life.